# Steve Nicolson
Steve Nicolson (* März 1966 in Croydon, Surrey, England) ist ein britischer Schauspieler.
Steve Nicolson spielte in den Filmen All Men Are Mortal, Bravo Two Zero, K-19 - Showdown in der Tiefe, Johnny English und Lasko – Im Auftrag des Vatikans. Nicolson trat auch in vielen TV-Serien auf. So zum Beispiel in The Bill, EastEnders, Soldier Soldier, Spooks und Wettlauf zum Mond.